# Proteuxoa austera
Proteuxoa austera är en fjärilsart som beskrevs av Turner 1920. Proteuxoa austera ingår i släktet Proteuxoa och familjen nattflyn. Inga underarter finns listade i Catalogue of Life.